# Glaciação
Um período glacial ou glaciação é um intervalo de tempo (milhares de anos) dentro de uma era glacial que é marcada por temperaturas mais frias e avanços das geleiras. Os interglaciais, por outro lado, são períodos de clima mais quente entre os períodos glaciais. O último período glacial terminou há cerca de quinze mil anos. O holoceno é o atual interglacial. Um tempo sem geleiras na Terra é considerado um estado climático de efeito estufa.

## Período quaternário

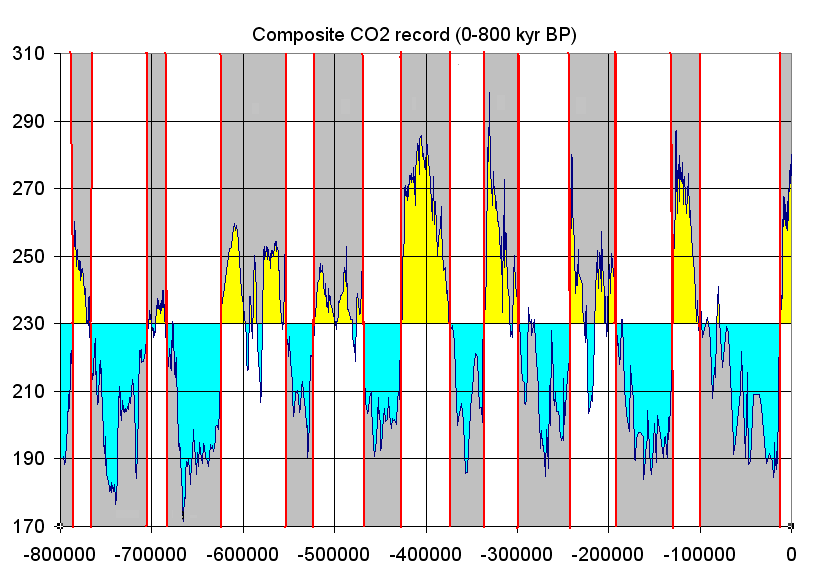
Ciclos glaciais e interglaciais representados pelo CO_{2}, atmosférico, medidos a partir de amostras de testemunhos de gelo que remontam a oitocentos mil anos. Os nomes artísticos fazem parte das subdivisões norte-americanas e europeias dos Alpes. A correlação entre as duas subdivisões é provisória

Dentro do Quaternário, que começou cerca de 2,6 milhões de anos antes do presente, houve uma série de glaciais e interglaciais. Pelo menos oito ciclos glaciais ocorreram apenas nos últimos 740 mil anos.

## Penúltimo período glacial
O penúltimo período glacial (PPG) é o período glacial que ocorreu antes do último período glacial. Começou há cerca de 194 mil anos e terminou há 135 mil anos, com o início do interglacial Eemiano.

## Último período glacial
O último período glacial foi o período glacial mais recente dentro da glaciação quaternária. Ocorreu no Pleistoceno, que começou há cerca de 110 mil anos e terminou há cerca de quinze mil anos. As glaciações que ocorreram durante o período glacial cobriram muitas áreas do Hemisfério Norte e têm nomes diferentes, dependendo de suas distribuições geográficas: Wisconsin (na América do Norte), Devensian (na Grã-Bretanha), Midlandian (na Irlanda), Würm (nos Alpes), Weichsel (no norte da Europa Central), Dali (no leste da China), Beiye (no norte da China), Taibai (em Xianxim) Luoji Shan (no sudoeste de Sujuão), Zagunao (no noroeste de Sujuão), Tianchi (no Tian Shan) Jomolungma (nos Himalaias) e Llanquihue (no Chile). O avanço glacial atingiu o Último Máximo Glacial por volta de 26.500 AP. Na Europa, a camada de gelo atingiu o Norte da Alemanha. Nos últimos 650 mil anos, houve em média sete ciclos de avanço e recuo glacial.

## Próximo período glacial
Como as variações orbitais são previsíveis, modelos de computador que relacionam as variações orbitais ao clima podem prever possibilidades climáticas futuras. O trabalho de Berger e Loutre sugere que o clima quente atual pode durar mais cinquenta mil anos. A quantidade de gases de efeito estufa emitidos para os oceanos da Terra e sua atmosfera pode atrasar o próximo período glacial em mais cinquenta mil anos.